# Kidson Channel
Der Kidson Channel (englisch) ist eine vereiste, zwischen 6 und 11 km breite Meerenge an der Küste des ostantarktischen Königin-Marie-Lands. Sie trennt die Davis-Halbinsel von David Island.
Der australische Polarforscher Douglas Mawson, Leiter der Australasiatischen Antarktisexpedition (1911–1914), benannte den Kanal nach dem neuseeländischen Meteorologen Edward Kidson (1882–1939), der die meteorologischen Berichte dieser Forschungsreise und zuvor der Nimrod-Expedition (1907–1909) unter der Leitung des britischen Polarforschers Ernest Shackleton angefertigt hatte.